# Farciennes
Farciennes (in vallone Fårcene) è un comune belga di 11 071 abitanti, situato nella provincia vallona dell'Hainaut.